# Henrique de Lima e Cunha
Henrique de Lima e Cunha foi um engenheiro militar do século XIX. Foi o primeiro a sugerir a construção de um sistema de metropolitano (1888) na cidade de Lisboa, em Portugal. O projecto propostos por Lima e Cunha foi publicado na revista "Obras Públicas e Minas" e previa a construção de um sistema completo de linhas, formando uma rede.